# D'Arcy Coulson
D'Arcy Coulson (Ottawa, 29 giugno 1936 – Pontiac, 2 aprile 2020) è stato uno slittinista canadese.
È ricordato principalmente per la sua partecipazione alla competizione del singolo maschile di slittino ai Giochi olimpici invernali del 1968.

## Partecipazioni olimpiche
| Competizione | Pos. | Data            | Città    |
| ------------ | ---- | --------------- | -------- |
| Singolo      | 47ª  | 4 febbraio 1968 | Grenoble |